# Masdevallia scalpellifera
Masdevallia scalpellifera är en orkidéart som beskrevs av Carlyle August Luer. Masdevallia scalpellifera ingår i släktet Masdevallia och familjen orkidéer. Inga underarter finns listade i Catalogue of Life.